# ポルスキ・セノブツ
座標: 北緯43度09分 東経25度18分 / 北緯43.150度 東経25.300度

ポルスキ・セノブツ
Полски Сеновецポルスキ・セノブツ ブルガリア内のポルスキ・セノブツの位置

ポルスキ・セノブツ （ブルガリア語:Полски Сеновец、ラテン文字転写:Polski Senovets）はブルガリア北東部の町、およびそれを中心とした基礎自治体。ポルスキ・トルンベシュ基礎自治体。ヴェリコ・タルノヴォ州に属する。

町の近くには、ロシツァ川（Гаргалъка / Gargalaka)。和解は15世紀に設立された。

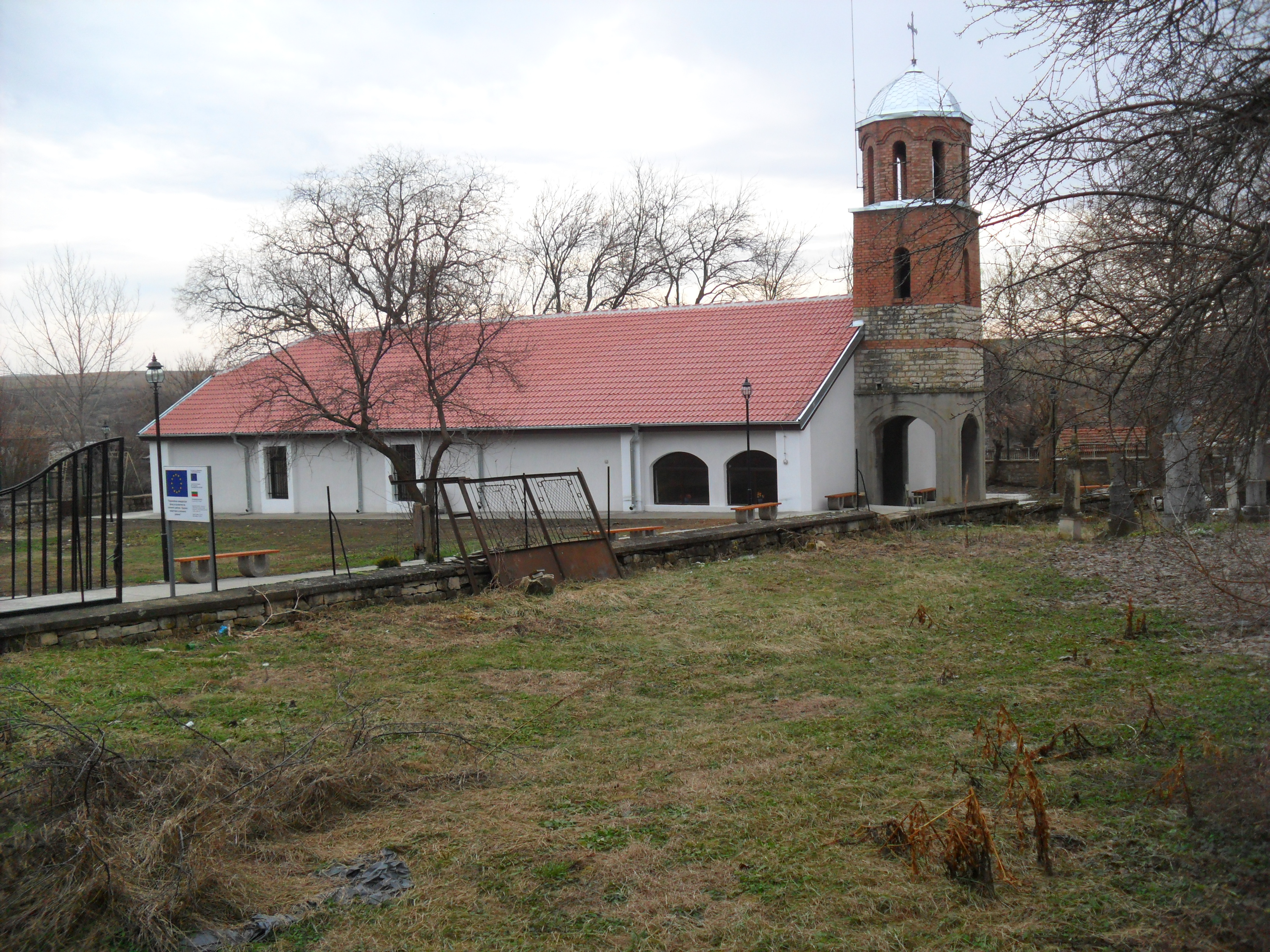
正教会聖セオドアストラトリート
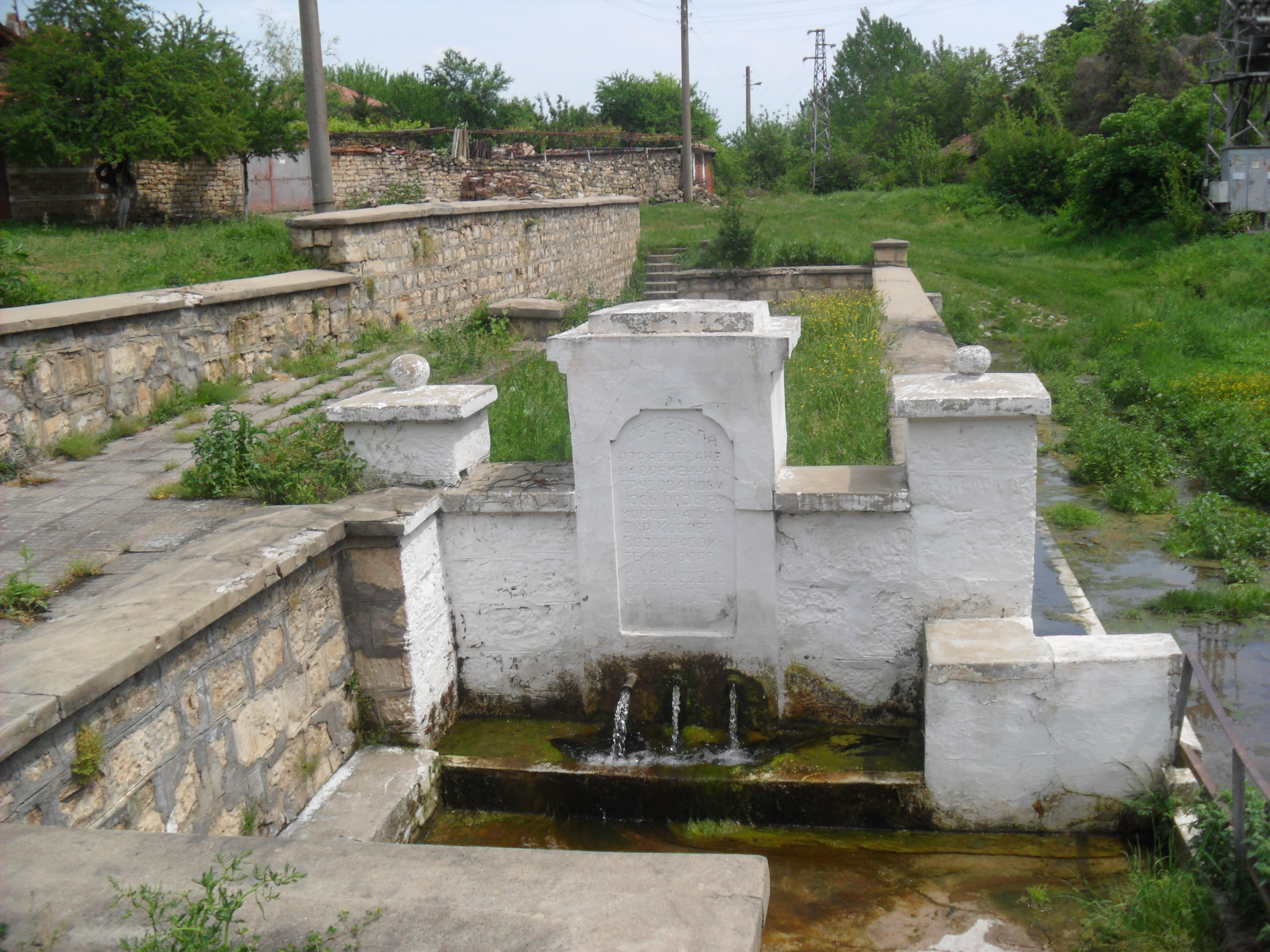
タバク 噴水
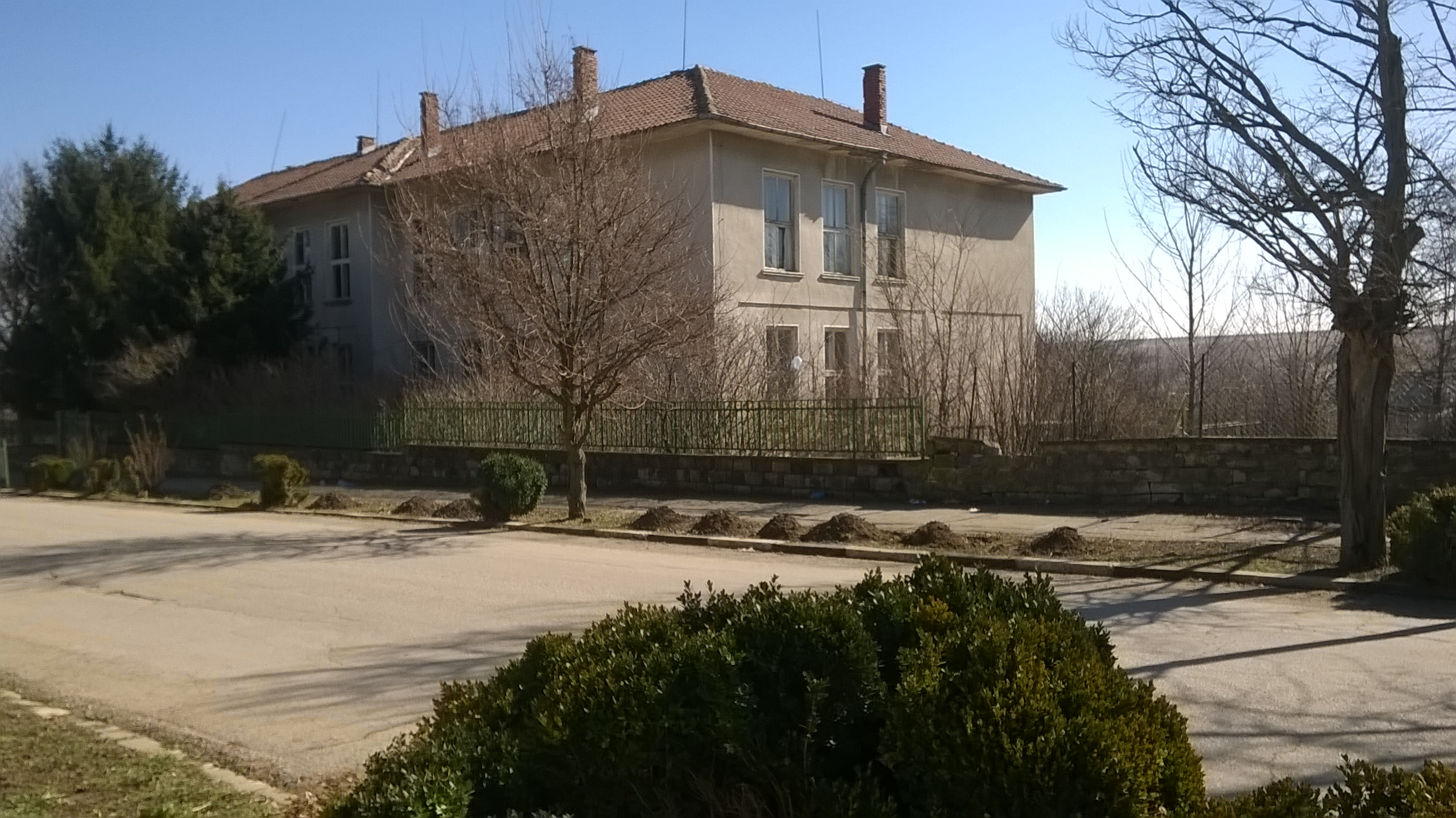
学校
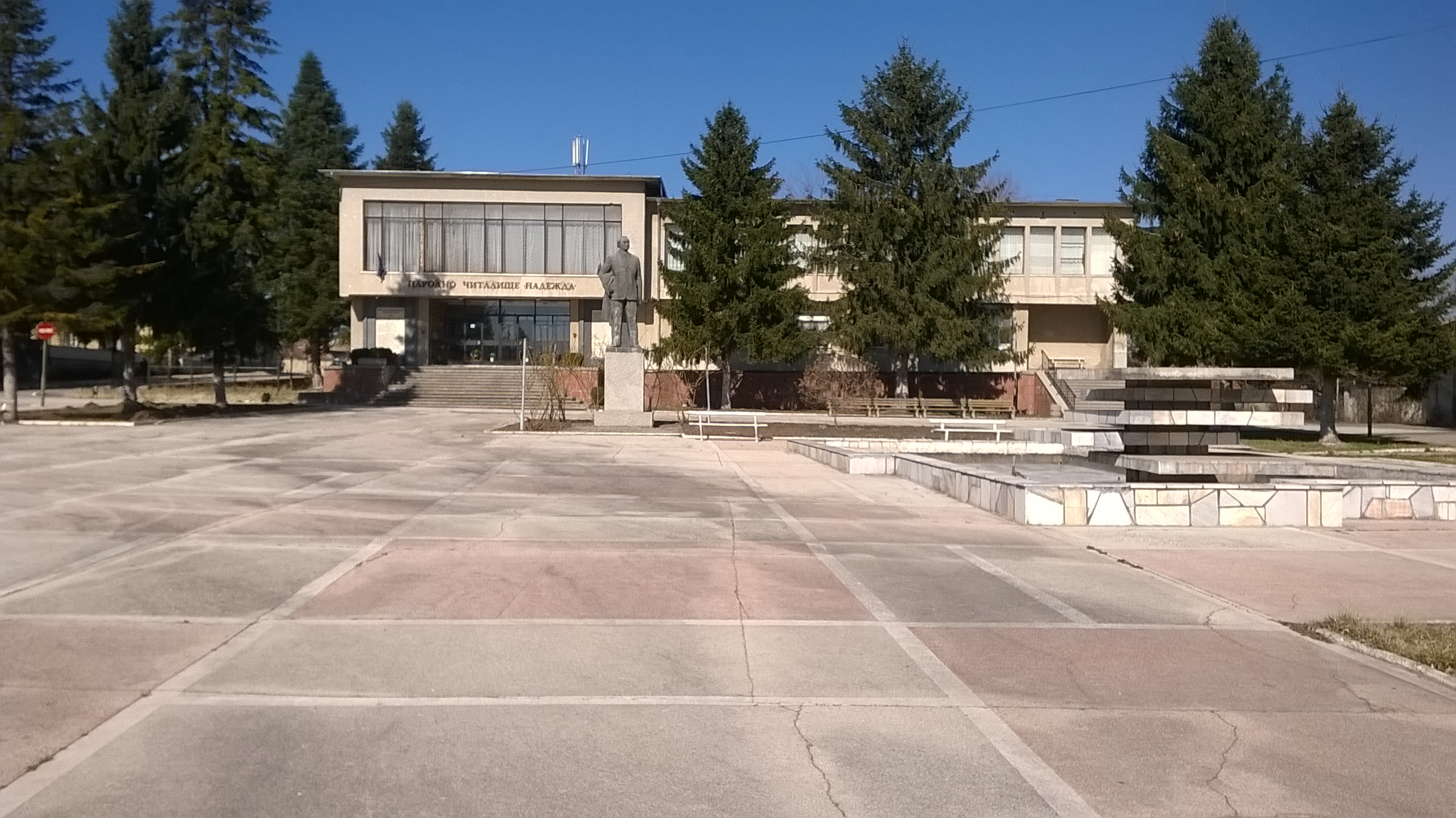
文化センター (Надежда)
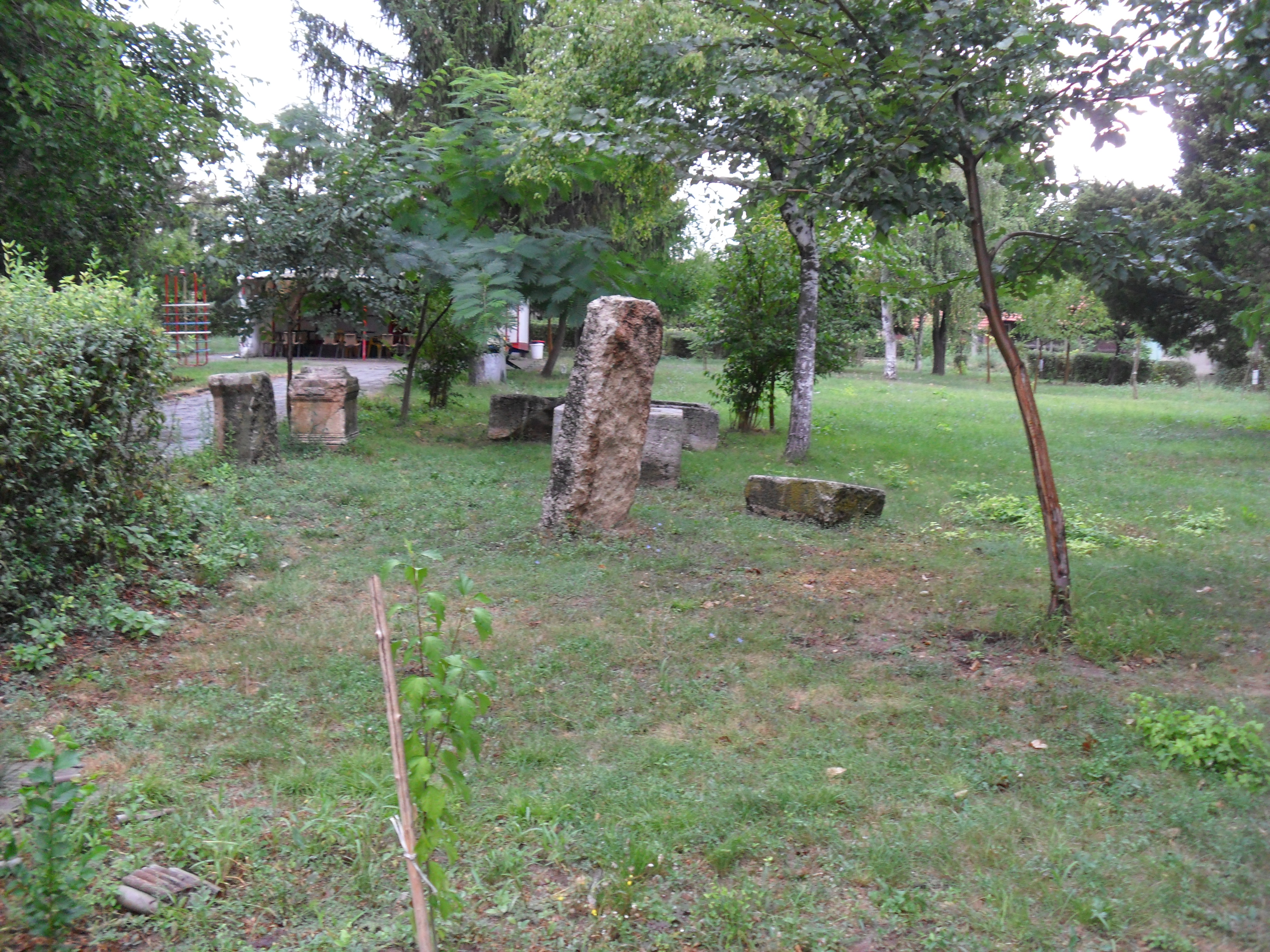
考古学的なサイト